# Înainte și după (Star Trek: Voyager)
„Înainte și după” (titlu original: „Before and After”) este al 21-lea episod din al treilea sezon al serialului TV american științifico-fantastic Star Trek: Voyager și al 63-lea în total. A avut premiera la 9 aprilie 1997 pe canalul UPN.

## Prezentare
Cu puțin înainte de moartea ei în viitor, Kes începe să călătorească înapoi în timp, luând parte la câteva evenimente ce se petrec în Un an infernal.